# Paucicalcaria ozarkensis
Paucicalcaria ozarkensis är en nattsländeart som beskrevs av Wayne N. Mathis och Bowles 1989. Paucicalcaria ozarkensis ingår i släktet Paucicalcaria och familjen smånattsländor. Inga underarter finns listade.